# British Defence Staff – US
Die British Defence Staff – US (früher bekannt als British Joint Staff Mission) ist die britische Militärvertretung in den Vereinigten Staaten. Die British Joint Staff Mission wurde während des Zweiten Weltkrieges in Washington, D.C. gegründet, um die britischen Interessen beim Combined Chiefs of Staff zu repräsentieren, falls das britische Chiefs of Staff Committee nicht an Treffen des Combined Chiefs of Staff teilnehmen konnte. Die Joint Staff Mission war eine dreigeteilte Organisation, zu der unter anderen Teilnehmern der Feldmarschall Sir John Dill, der Feldmarschall Sir Henry Maitland Wilson und der Admiral Sir James Fownes Somerville gehörten.